# Aizoanthemum dinteri
Aizoanthemum dinteri là một loài thực vật có hoa trong họ Phiên hạnh. Loài này được (Schinz) Friedrich mô tả khoa học đầu tiên năm 1957.